# Canarana brachialis
Canarana brachialis là một loài bọ cánh cứng trong họ Cerambycidae.